# Коровниково (Карелия)
Коровниково — деревня в составе Шуньгского сельского поселения Медвежьегорского района Республики Карелия.

## Общие сведения
Расположена на восточном берегу озера Путкозеро.
В результате сокращения населения в 1957 году деревни Большое Коровниково и Малое Коровниково были объединены под общим названием Коровниково.

## Население
| 2002 | 2010 | 2013 |
| ---- | ---- | ---- |
| 4    | ↘2   | ↗6   |